# Cesare Trivulzio
Cesare Trivulzio (Milano, 1495 circa – Bagni di Lucca, 1548) è stato un vescovo cattolico italiano.

## Biografia
Era figlio naturale di Giorgio Trivulzio (?-1512).
Nipote del cardinale Scaramuccia Trivulzio, venne da questi portato a Roma. Dopo la rinuncia alla diocesi di Como di Antonio IV Trivulzio, il papa gli affidò la diocesi nel 1519, concedendogli la dispensa per i difetti di nascita e di età, ma sulla quale Antonio IV conservò alcuni diritti. Alla morte di questo nel 1527, Cesare mantenne la diocesi, ma senza dimorarvi in quanto ostacolato dagli Imperiali. Per interessamento del re Francesco I di Francia, ottenne la nomina a vescovo di Apt. Venuto in contrasto col governatore di Milano Alfonso III d'Avalos, venne da questi allontanato e dovette rifugiarsi a Roma.
Morì nel 1548.

## Genealogia episcopale
La genealogia episcopale è:
- Cardinale Niccolò Fieschi
- Vescovo Cesare Trivulzio